# I filosofi guerrieri
I filosofi guerrieri è un'opera realizzata da Giuseppe Gallo e posta sulla moderna Piazza Bilotti, a Cosenza. Fa parte del museo all'aperto Bilotti dal 2016, acquisita dall'allora Sindaco Mario Occhiuto.

## Concetto
Queste silhouettes sono realizzate in corten, un materiale molto resistente, e rappresentano il dualismo dell’uomo: ragione e istinto. Ciascuna silhouette viene rappresentata, in torsione proprio nel momento i cui inizia la danza, ed il capo rivolto verso il petto. A queste figure umane sono inoltre aggiunti degli importanti simboli: il Lupo della Sila, che incarna le energie il toro Sibaritide, che rappresenta la forza e la rinascita invece per Gallo rappresenta la natura, che si inchina all’uomo e che l’autore associa al lato selvaggio dei Bruzi, e l’albero della vita. Sul cerchio che viene sorretto dai filosofi sono inoltre incisi i nomi dei popoli che vissero in quelle zone: i Bruzi, i Valdesi, gli Arbëreshë, gli Occitani e i Grecanici.